# Zhela Xiang
Zhela Xiang (kinesiska: 者腊, 者腊乡) är en socken i Kina. Den ligger i provinsen Yunnan, i den sydvästra delen av landet, omkring 240 kilometer sydost om provinshuvudstaden Kunming. Antalet invånare är 28 874. Befolkningen består av 14 000 kvinnor och 14 874 män. Barn under 15 år utgör 25,0 %, vuxna 15-64 år 68 %, och äldre över 65 år 6,0 %.
Genomsnittlig årsnederbörd är 1 420 millimeter. Den regnigaste månaden är juli, med i genomsnitt 282 mm nederbörd, och den torraste är februari, med 12 mm nederbörd.